# آدا ليونارد
آدا ليونارد (بالإنجليزية: Ada Leonard)‏ هي عازفة الجاز أمريكية، ولدت في 22 يوليو 1915 في لوتون في الولايات المتحدة، وتوفيت في 29 نوفمبر 1997 في سانتا مونيكا في الولايات المتحدة.

## وصلات خارجية
- آدا ليونارد على موقع IMDb (الإنجليزية)
- آدا ليونارد على موقع ميوزك برينز (الإنجليزية)
- آدا ليونارد على موقع أول ميوزيك (الإنجليزية)
- آدا ليونارد على موقع قاعدة بيانات الفيلم (الإنجليزية)